# Храм Джаганнатхи (Пури)
Храм Джаганна́тхи в Пу́ри — индуистский храм в городе Пури, Орисса, посвящённый божеству Джаганнатхи (Кришны). Храм является важным центром паломничества в ряде традиций индуизма, в особенности в вайшнавизме. Это также одно из четырёх основных мест паломничества (Чар-дхам), которые индуист должен посетить в течение своей жизни. Особое значение храм имеет для последователей гаудия-вайшнавизма, так как основатель этой традиции, Чайтанья Махапрабху, был преданным Джаганнатхи и провёл в Пури последние 16 лет своей жизни.
В течение уже многих веков, храм ежегодно организует и проводит пышный «праздник колесниц» Ратха-ятру, в ходе которого храмовые божества Джаганнатхи, Баладевы и Субхадры везут по главной улице города Пури в огромных, пышно разукрашенных колесницах.